# Pasorapa
Pasorapa è un comune (municipio in spagnolo) della Bolivia nella provincia di Narciso Campero (dipartimento di Cochabamba) con 4.358 abitanti (dato 2010).

## Cantoni
Il comune formato dall'unico cantone omonimo